# Cephalobaenida
Cephalobaenida is een orde van kreeftachtigen uit de klasse van de Ichthyostraca.

## Familie
- Cephalobaenidae Heymons, 1922